# San Torpé
San Torpé je katolický kostel s klášterem v Pise, stojící na via Fedeli.
Kostel s klášterem byl založen a postaven mezi lety 1254 až 1278 řádem Umiliati a v 16. století přešel pod správu mnichů paulánů; v 17. století a roku 1895 byla stavba restaurována. Zvonice byla postavena roku 1821.
Interiér uchovává díla ze 17. století: Madona s dítětem, Svatá Anna a San Torpè od Vanniho, Karel Boromejský a epizody z jeho života od Marucelliho, Konverze sv. Giovanniho Gualberta od Giovanniho da San Giovanni.